# バカ歩き省
『バカ歩き省』（バカあるきしょう、英: The Ministry of Silly Walks）は、コメディ番組『空飛ぶモンティ・パイソン』の第2シリーズ第1話の中で放送された有名なスケッチである。のちに、『モンティ・パイソン・ライブ・アット・ザ・ハリウッド・ボウル』や『復活ライブ!』においても演じられた。

## スケッチの内容

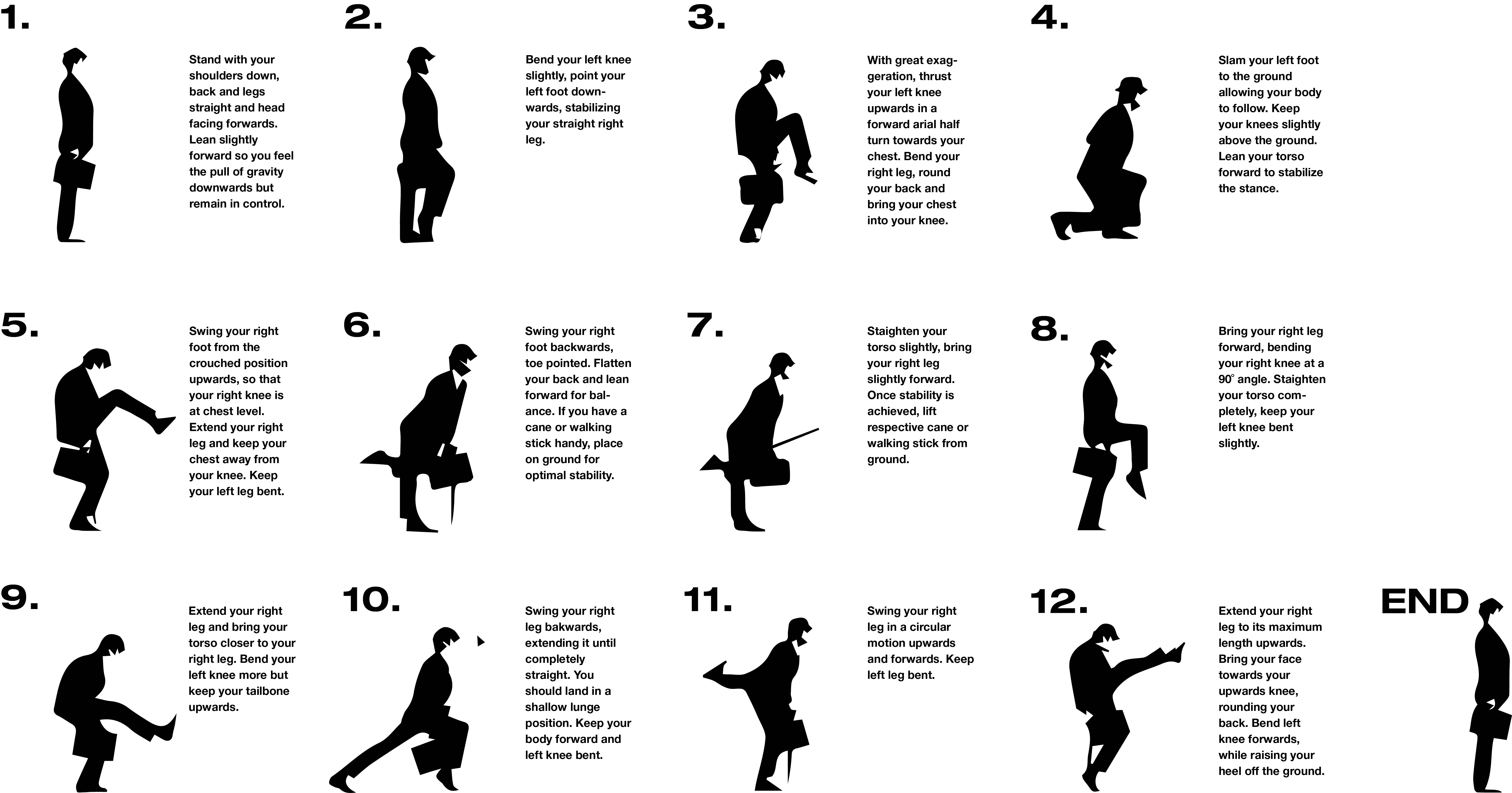
「バカ歩き」の図説

前のスケッチの舞台だった店に、スーツに山高帽という紳士風のいでたちで、体をくねらせながら歩く男（ジョン・クリーズ）がやってきてタイムズを買っていく。店を出た男は、見るからにバカな歩き方をしながら官庁街であるホワイトホールを歩いていき、"Ministry of Silly Walks"（バカ歩き省）と書かれた看板の前を通り過ぎる。この男・ティーバッグは「バカな歩き方を考える」役所、「バカ歩き省」の公務員だったのだ。
その後、ティーバッグが建物に入り、バカ歩きをしている職員とすれ違いながら執務室へ行くと、気の弱そうな中年男性アーサー・ピューティー（マイケル・ペイリン）が中に待っていた。ピューティーは自分のバカ歩きに助成金を申請するが、彼のバカ歩きは左足がひきつったように上がるだけで、あまりバカではない。
見かねたティーバッグは室内をぐるぐるとバカ歩きしながらピューティーに慇懃に省の予算の厳しさを語り（「予算が国防費を下回った……」等）、映写機を取り出してモノクロの古典的バカ歩き記録映像を見せるが、次には画面の外に映写機を放り出し、「英仏バカ歩き研究協会」への入会を勧める。
最後は野原での屋外映像となり、英仏バカ歩き研究協会のメンバーらしい帽子にボーダーシャツの男二人が、インチキフランス語で説明をするところから、早回しとなる「ラ・マルセイエーズ」演奏と共に珍妙なオチに至る。
ティーバッグとピューティーの会話中、ティーバッグに呼ばれた秘書（『ハリウッド・ボウル』ではキャロル・クリーヴランドが演じた）がバカ歩きでコーヒーを運んでくるが、お盆の上でカップがひっくり返って全部こぼれてしまう、というギャグがある。秘書は配膳せずにひっくり返ったコーヒーセットごとお盆を持ってバカ歩きで退室する。
また新聞を買ったティーバッグが街路をバカ歩きしていくシーンの後方に、この少し前のスケッチで描かれた伝言ゲームの行列を作る男たちが映る。

## 誕生秘話
主執筆者はこのスケッチで主演したジョン・クリーズ本人である。原案ではもともと「怒りの省（Ministry of Anger）」というタイトルであったが、あるとき坂の上にあったグレアム・チャップマンの家で台本を書いていた際、坂の下から重力に負けじと妙な歩き方で上がってくる男を見て、この「バカ歩き」のアイデアを思い付いたという。

## その他
- ジョン・クリーズはこの公務員を演じたあと各地でバカ歩きをするようせがまれるようになった。しかし気難し屋であった彼は嫌気がさし、以後封印したという。その影響か、2014年の復活ライブ!ではクリーズ本人によるバカ歩きは行われず、代わりにダンサー達による『バカ歩きの歌』（英: Silly Walk Song）が披露された。
- ジョン・クリーズはのちに『フォルティ・タワーズ』でもバカ歩きを披露している。
- 2005年のイギリスで「もっとも面白いスケッチ」の世論調査をした結果、このスケッチがナンバー15のスケッチさ選出された[要出典]。
- クリーズの扮した官僚のような古風な服装は、1970年代のイギリスではまだ古手の政治家や高級官僚に辛うじて見受けられた正式なファッションである。その格好で、大真面目に官庁街や役所内でバカ歩きをやらかしたが故に、ギャグの破壊力がより強まった。
- 2014年には、モンティ・パイソン公式の iOS/Android 向けアクションゲームとして、このスケッチを題材とした「The Ministry of Silly Walks」が配信開始された[1]。